# زنبق بحري
الزنبق البحري نوع نباتي ينتمي إلى جنس الزنبق من الفصيلة الزنبقية.

## البيئة والانتشار
موطنه ولاية كاليفورنيا.